# Daniel Tani
Daniel Michio Tani (Ridley Park, 1 de fevereiro de 1961) é um astronauta norte-americano.
Formado em engenharia mecânica pelo Instituto de Tecnologia de Massachusetts (MIT), trabalhou após a universidade na Hughes Aircraft Corporation, como engenheiro projetista na área de comunicações e tecnologia espacial.
Selecionado pela NASA para o curso de astronauta em 1996, Tani foi qualificado como especialista de missão em 1998 e assumiu diversas funções técnicas na agência até subir ao espaço em dezembro de 2001, na missão STS-108 do ônibus espacial Endeavour, para onze dias em órbita, quando acumulou quatro horas de Atividades extra-veiculares.
Neste voo, em que Tani serviu como especialista de missão, a Endeavour levou até a ISS os integrantes da Expedição 4 e retornou com a equipe da Expedição 3, transferiu toneladas de equipamentos e suprimentos e instalou o módulo logístico multi-funcional Rafaello na estação espacial.
Em outubro de 2007, foi novamente ao espaço com a tripulação  da nave Discovery na missão STS-120, como integrante da Expedição 16 que passou seis semanas na estação espacial, retornando à Terra em dezembro de 2007, a bordo da STS-122.